# الاحسانية
قرية الإحسانية هي إحدى القرى التابعة لمركز ههيا في محافظة الشرقية في جمهورية مصر العربية. حسب إحصاءات سنة 2006، بلغ إجمالي السكان في الاحسانية 2240 نسمة، منهم 1198 رجل و1042 امرأة.